# Generalinspektion
Die Generalinspektion war im deutschen Heer und in der deutschen Marine eine ständige Behörde, der die obere Leitung der Angelegenheiten einer Truppengattung (Waffe) und eines Dienstzweiges unterstellt war.

## Deutsches Reich
Der Wirkungskreis der Generalinspektion war umfangreicher als der einer Inspektion. Es bestanden folgende Dienststellen:
- Generalinspektion der Artillerie
- Generalinspektion der Kavallerie
- Generalinspektion der Fußartillerie
- Generalinspektion des Ingenieur- und Pionierkorps und der Festungen
- Generalinspektion des Militärerziehungs- und Bildungswesens

Jeder Generalinspektion stand ein Generalinspekteur vor, dem ein Stab beigegeben war. Die militärische Generalinspektion und die Amtsbezeichnung ist nicht zu verwechseln mit von Hitler eingesetzten zivilen Generalinspektoren und ihren Behörden, wie Generalinspektor für das deutsche Straßenwesen, Generalinspektor für Wasser und Energie und weitere Generalinspektoren.
In Bayern gab es eine Generalinspektion der Armee, der eine Infanterie- und Kavallerie-Beratungskommission unterstanden. 
Der Generalinspekteur der Marine hatte die Dienstgeschäfte als solcher neben seiner sonstigen Dienststellung auf jedesmaligen Befehl des Kaisers auszuüben. Er trat nur während der abzuhaltenden Besichtigungen den zu inspizierenden Befehlshabern gegenüber in das Verhältnis eines Vorgesetzten. 
Im Kriegsfalle wurde neben den genannten noch ein Generalinspekteur des Etappen- und Eisenbahnwesens ernannt.

## Frankreich
In anderen Staaten, wie z. B. Frankreich, heißt Generalinspektion die in bestimmten Zeiträumen sich wiederholende eingehende Besichtigung der Truppenabteilungen und Militärstandorte. Für die hierzu beorderten Generale, die sämtlich dem obersten Kriegsrat angehörten und im Kriegsfalle das Kommando von Armeen übernehmen sollten, war die Bezeichnung Generalinspekteur der Armee üblich.

## Großbritannien
In der britischen Armee befasste sich der Generalinspekteur der Befestigungen unter der Oberaufsicht des Oberbefehlshabers (Commander-in-chief) mit der Auswahl der Kasernen, Schieß- und Exerzierplätze, mit dem Bau von Befestigungen, Magazinen, Militärbahnen und -Telegraphen, mit der Förderung des Genie- und unterseeischen Minenwesens. Er diente gleichzeitig als Berater des Kriegsministers, wie parallel der Generalquartiermeister. 
Der Generalinspekteur der Festungsartillerie und des Küstenverteidigungswesens hatte sich für die gleichmäßige Ausbildung und taktische Schulung der ihm unterstellten Truppen zu kümmern, während der innere Dienst, die taktische Verwendung usw. in den Händen der Divisionskommandeure lag.

## Weitere Bedeutungen
Generalinspektionen wurden in einigen Ländern (wie Österreich-Ungarn und Italien) die höheren Aufsichtsbehörden für das Eisenbahnwesen genannt.
Eine Generalinspektion kann auch eine umfassende und durchgreifende Untersuchung einer Organisation oder komplexen Einrichtung sein, wie z. B. die Hauptuntersuchung von Kraftfahrzeugen durch den TÜV.